# Dülferstraße (métro de Munich)
Dülferstraße (en allemand : U-Bahnhof Dülferstraße) est une station de la ligne U2 du métro de Munich. Elle est située entre les résidences de Nordhaide, dans le quartier de Harthof et le secteur de Milbertshofen-Am Hart, et de Hasenbergl, dans le secteur de Feldmoching-Hasenbergl. Au nord se trouve l'espace vert du Dülferanger.

## Situation sur le réseau

Plan du métro (2020).

Établie en souterrain, Dülferstraße est une station de passage de la ligne U2 du métro de Munich. elle est située entre la station Harthof en direction du terminus nord Feldmoching, et la station Richard-Strauss-Straße, en direction du terminus est Messestadt Ost,.
Elle dispose d'un quai central encadré par les deux voies de la ligne U2.

## Histoire
La station Dülferstraße est mise en service le 20 novembre 1993, lors de l'ouverture à l'exploitation de la section de Scheidplatz à Dülferstraße. Conçue par les architectes Peter Lanz (de) et Jürgen Rauch avec le Métro de Munich, elle est construite entre mars 1987 et octobre 1993. La décoration des murs derrière les voies est due à Ricarda Dietz (de). Elle doit son nom à celui de la rue qu'elle dessert, qui a été dénommée ainsi en référence à l'alpiniste allemand Hans Dülfer (1892-1915). Elle se démarque des autres stations du fait de son design coloré. La lumière du jour entre dans le bâtiment par deux ouvertures lumineuses dans le plafond et une ouverture verticale au-dessus du quai,.
En 2002, a lieu l'ouverture d'une entrée sud-est, desservant la nouvelle zone de développement du Panzerwiese. Elle est reliée directement au quai par de longs escaliers mécaniques.

## Services aux voyageurs

### Accès et accueil
La structure spatiale est inhabituelle : les entrées sont initialement concentrées sur la partie ouest, qui dispose d'une mezzanine souterraine en forme de galerie de plain-pied. À l'est, l'espace au-dessus de la plate-forme devient une grande salle avec un plafond voûté et de hautes colonnes centrales. Depuis 2008, il y a un accès direct au centre commercial Mira depuis la station.

### Desserte
Dülferstraße est desservie par les rames de la ligne U2.

### Intermodalité
À proximité, des arrêts de bus urbains sont desservis par les lignes 141, 172, N41 et N76..